# Клош, Морис
Морис Клош (фр. Maurice Cloche; 1907—1990) — французский кинорежиссёр, сценарист, продюсер.

## Биография
Морис Клош родился 17 июня 1907 года в Коммерси — городе на востоке Франции. После получения среднего образования учился в Школе изящных искусств в Париже. В качестве актёра кино дебютировал в 1933 году. В 1937 году создаёт компанию и начинает снимать фильмы самостоятельно. Однако, в связи с началом Второй мировой войны, её деятельность была практически прекращена. После 1945 года производство картин возобновилось. Именно в эти годы Морис Клош достиг наивысшего пика своей творческой карьеры — снял фильм «Месье Венсан», которая получила премию BAFTA за Лучший фильм и премию «Оскар» за Лучший фильм на иностранном языке. Многие его работы этого периода посвящены идеям христианского милосердия и самопожертвования, что позволило говорить о нём как о выразителе официальных взглядов католической церкви (вышеназванная лента, например, включена в список 45 лучших, по мнению Ватикана, произведений кинематографа). Однако, при продолжительной творческой биографии (продолжавшейся с учётом работы на телевидении до начала 1980-х годов), повторить успеха «Месье Венсана» не удалось.

## Избранная фильмография
| Год  |   | Русское название    | Оригинальное название                           | Роль                          |
| ---- | - | ------------------- | ----------------------------------------------- | ----------------------------- |
| 1940 | ф | Жизнь - великолепна | La vie est magnifique                           | режиссёр, сценарист           |
| 1945 | ф | 11-часовой гость    | L'invité de la onzième heure                    | режиссёр                      |
| 1946 | ф | Петушиное сердце    | Coeur de coq                                    | режиссёр                      |
| 1947 | ф | Месье Венсан        | Monsieur Vincent                                | режиссёр, сценарист           |
| 1949 | ф | Клетка для девочек  | La cage aux filles                              | режиссёр, сценарист, продюсер |
| 1951 | ф | Маленькое чудо      | The Small Miracle (Never Take No for an Answer) | режиссёр, сценарист           |
| 1953 | ф | Парижские воробьи   | Moineaux de Paris                               | режиссёр, сценарист           |
| 1954 | ф | Андалузские свадьбы | Noches andaluzas                                | режиссёр, сценарист, продюсер |
| 1957 | ф | И это тоже Париж    | Ça aussi c'est Paris                            | режиссёр                      |